# Erika Mann (politician)
Erika Mann (n. 2 noiembrie 1950, Leipzig, RDG) este un om politic german, membru al Parlamentului European în perioada 1999-2004 din partea Germaniei. Ea a făcut parte din Grupul Socialist și a participat la Comisia pentru comerț internațional a Parlamentului European.
A fost prezentă la Hotelul Taj Mahal Palace din Mumbai în timpul atacurilor teroriste din 2008.
Ea era un înlocuitor pentru Comisia pentru control bugetar și Comisia pentru industrie, cercetare și energie.

## Studii
- Profesor calificat
- Activitate de cercetare la Universitatea din Hanovra
- Consultant în afaceri pentru tehnologia informației
- până în 1996: consilier regional, Northeim
- Coordonatorul grupului PSE, Comisia pentru comerț internațional (INTA)
- Membru al Comitetului director, Adunarea Parlamentară a OMC

## Cariera
- 1994-2009: Membru al Parlamentului European
- Senator, Societatea Max Planck (Societatea Max Planck pentru promovarea științelor)
- Consilier membru al Institutului Max Planck pentru Cercetarea Sistemelor Solare, Katlenburg-Lindau
- Vicepreședinte al Consiliului Asociației Frauen geben Technik neue Impulse (femeile care promovează tehnologia)
- Membru al Consiliului de Administrație al Fundației Internaționale pentru Cercetare și Schimb (IBB)
- Patron, Școala primară Erika Mann, Berlin
- Președintă a rețelei de politici transatlantice (RPT)
- Membru al Consiliului de Administrație, Seminar Salzburg
- Membru al Consiliului de Administrație, Internews Europe
- Președinta Fundației Europene pentru Internet (EIF)
- Comitetul Executiv, Membru al Grupului Kangaroo
- Membru al Academiei Internaționale de Informatizare al Națiunilor Unite
- Din 2011: Lobbyist pentru Facebook în Bruxelles

1. ↑   https://www.cov.com/en/professionals/m/erika-mann, accesat în 8 februarie 2024 Lipsește sau este vid: |title= (ajutor)
2. ↑  Deputații în Parlamentul European